# Фейгін Леонід Веніамінович
Леонід Веніамінович Фейгін (ім'я, дане при народженні — Лазар, 6 березня 1923, Бобруйськ — 1 липня 2009, Лондон) — радянський композитор, скрипаль, диригент, аранжувальник. Учень Давида Ойстраха (скрипка), Миколи Мясковського й В. Шебаліна (композиція). Племінник Віри Набокової-Слонім, дружини письменника Володимира Набокова.
Автор численних творів майже у всіх жанрах. Серед них опера «Сестра Беатриса» (за Метерлінком, 1963, не поставлена, не видана, копія зберігається в архіві Бременського університету), балети «Зоряна фантазія» (поставлений у Музичному театрі ім. Станіславського і Немировича-Данченка, Москва, 1963), «Дон Жуан» (поставлений у Театрі опери та балету ім. Навої, Ташкент, 1964), «Сорок дівчат» (за мотивами кара-калпакского епосу, поставлений у Театрі опери та балету ім. Навої, Ташкент, 1967); «Фауст» (за Гете, 1971, не поставлений, не виданий, копія зберігається в архіві Бременського університету), три симфонії (1967, 1974, 1978), концерти для скрипки, труби, двох скрипок та струнного оркестру, а також чотири квартету, дві сонати для скрипки та фортепіано, п'єси для різних інструментів, вокальні твори, музика до театральних вистав і кінофільмів.
Оркестрував понад 300 творів інших композиторів, серед них опера Верді «Битва при Леньяно», опера Бізе «Дон Прокопіо», оперета Зуппе «Донья Жуаніта», балет Мінкуса «Дон Кіхот».
Архів Фейгіна зберігається в Британській бібліотеці та в Бременському університеті.